# Caporciano
Caporciano är en ort och kommun i provinsen L'Aquila i regionen Abruzzo i Italien. Kommunen hade 206 invånare (2018).